# Facundo Tello
Facundo Raúl Tello Figueroa (Bahía Blanca, 4 maggio 1982) è un arbitro di calcio argentino.

## Carriera
Tello ha debuttato in Primera División nel 2013, arbitrando un incontro tra Godoy Cruz e Vélez dopo aver arbitrato solo 4 incontri di seconda divisione.
Nel 2018 ha diretto il suo primo Superclásico.
Nel 2019 entra nel roster degli arbitri internazionali ed è tra gli arbitri del campionato sudamericano Under-20 in Cile. È stato il primo arbitro internazionale della sezione di Bahía.
Nel 2021 ha arbitrato alla coppa araba FIFA.
Il 6 novembre 2022, ha arbitrato il match del Trofeo de Campeones 2022 tra Boca Juniors e Racing Club dove ha estratto il numero record di 10 cartellini rossi. Viene selezionato per il mondiale di Qatar 2022.
Il 23 aprile 2024 la UEFA, nell'ambito di un programma di scambio rientrante nell'accordo di cooperazione con la CONMEBOL, lo ha convocato insieme agli assistenti Gabriel Chade e Ezequiel Brailovsky, per il campionato d'Europa 2024 in Germania.